# Diego Carlos
Diego Carlos Santos Silva, noto semplicemente come Diego Carlos (Barra Bonita, 15 marzo 1993), è un calciatore brasiliano, difensore del Fenerbahçe.

## Caratteristiche tecniche
È un difensore centrale, forte fisicamente e dotato tecnicamente, si dimostra abile soprattutto nel gioco aereo e molto caparbio in marcatura, inoltre si destreggia bene sui calci piazzati.

## Carriera

### Club

#### Inizi in Portogallo
Cresciuto calcisticamente soprattutto nelle giovanili dei brasiliani del Desportivo Brasil, tuttavia passa nel luglio 2014 ai portoghesi dell'Estoril Praia che lo girano a sua volta in prestito stagionale al Porto B. Nell'estate successiva fa ritorno all'Estoril dove disputa 31 presenze segnando anche 2 reti, nella massima serie portoghese.

#### Nantes
Il 1º luglio 2016 viene acquistato a titolo definitivo per 2 milioni di euro dalla squadra francese del Nantes, con cui firma un contratto di cinque anni. Il 12 febbraio 2017 segna la sua prima rete in campionato, nella partita vinta per 3-2 in casa contro l'Olympique Marsiglia. Il 9 settembre dello stesso anno, sigla la rete della vittoria su calcio piazzato, nella partita vinta per 1-0 in trasferta contro il Montpellier. Il 17 aprile 2019 allo Stadio della Beaujoire, nella gara interna vinta per 3-2 contro il Paris Saint-Germain Football Club, realizza una delle tre reti, che regala alla squadra gialloverde un'importantissima vittoria in chiave salvezza. In tre stagioni disputate con il Nantes, totalizza globalmente 108 presenze segnando 4 reti.

#### Siviglia
Nel giugno del 2019 viene ingaggiato per 15 milioni di euro, dal Siviglia, con cui firma un contratto fino al giugno 2024. Il 1º dicembre successivo, sigla la sua prima rete con la maglia andalusa, segnando anche la marcatura decisiva nella vittoria per 1-0 in casa contro il Leganés. Il 21 agosto 2020, grazie ad una spettacolare rovesciata, provoca l'autogol di Lukaku che sancisce il definitivo 3-2 in favore degli andalusi nella finale di Europa League vinta contro l'Inter.

#### Aston Villa
Il 26 maggio 2022 viene acquistato dall'Aston Villa per 26 milioni di sterline.

### Nazionale
Nel novembre del 2020 viene convocato per la prima volta dal CT della Seleção Tite, nella nazionale brasiliana per le gare di qualificazioni ai Mondiali 2022, rispettivamente contro Venezuela e Uruguay. Nell'estate del 2021 partecipa con la nazionale olimpica allenata da Andrè Jardine alle Olimpiadi di Tokyo. Gioca tutte e sei le partite del torneo, laureandosi campione olimpico grazie alla vittoria in finale per 2-1 dopo i tempi supplementari sulla Spagna.

## Statistiche

### Presenze e reti nei club
Statistiche aggiornate al 17 novembre 2024.
| Stagione           | Squadra            | Campionato         | Campionato | Campionato | Coppe nazionali | Coppe nazionali | Coppe nazionali | Coppe continentali | Coppe continentali | Coppe continentali | Altre coppe | Altre coppe | Altre coppe | Totale | Totale |
| Stagione           | Squadra            | Comp               | Pres       | Reti       | Comp            | Pres            | Reti            | Comp               | Pres               | Reti               | Comp        | Pres        | Reti        | Pres   | Reti   |
| ------------------ | ------------------ | ------------------ | ---------- | ---------- | --------------- | --------------- | --------------- | ------------------ | ------------------ | ------------------ | ----------- | ----------- | ----------- | ------ | ------ |
| 2014               | Paulista           | A3/SP              | 1          | 0          | CB              | 0               | 0               | -                  | -                  | -                  | -           | -           | -           | 1      | 0      |
| 2014               | Madureira          | C                  | 2          | 0          | -               | -               | -               | -                  | -                  | -                  | -           | -           | -           | 2      | 0      |
| 2014-2015          | Porto B            | SL                 | 19         | 0          | -               | -               | -               | -                  | -                  | -                  | -           | -           | -           | 19     | 0      |
| 2015-2016          | Estoril Praia      | PL                 | 31         | 2          | CP+CdL          | 2+0             | 0               | -                  | -                  | -                  | -           | -           | -           | 33     | 2      |
| 2016-2017          | Nantes             | L1                 | 34         | 2          | CF+CdL          | 2+3             | 0               | -                  | -                  | -                  | -           | -           | -           | 39     | 2      |
| 2017-2018          | Nantes             | L1                 | 28         | 1          | CF+CdL          | 1+0             | 0               | -                  | -                  | -                  | -           | -           | -           | 29     | 1      |
| 2018-2019          | Nantes             | L1                 | 28         | 1          | CF+CdL          | 3+2             | 0               | -                  | -                  | -                  | -           | -           | -           | 40     | 1      |
| Totale Nantes      | Totale Nantes      | Totale Nantes      | 97         | 4          |                 | 11              | 0               |                    | -                  | -                  |             | -           | -           | 108    | 4      |
| 2019-2020          | Siviglia           | PD                 | 35         | 2          | CR              | 2               | 0               | UEL                | 8                  | 0                  | -           | -           | -           | 45     | 2      |
| 2020-2021          | Siviglia           | PD                 | 33         | 1          | CR              | 4               | 0               | UCL                | 8                  | 0                  | SU          | 1           | 0           | 46     | 1      |
| 2021-2022          | Siviglia           | PD                 | 34         | 3          | CR              | 3               | 0               | UCL+UEL            | 6+2                | 0                  | -           | -           | -           | 45     | 3      |
| Totale Siviglia    | Totale Siviglia    | Totale Siviglia    | 102        | 6          |                 | 9               | 0               |                    | 24                 | 0                  |             | 1           | 0           | 136    | 6      |
| 2022-2023          | Aston Villa        | PL                 | 3          | 0          | FACup+CdL       | 0+0             | 0+0             | -                  | -                  | -                  | -           | -           | -           | 3      | 0      |
| 2023-2024          | Aston Villa        | PL                 | 27         | 0          | FACup+CdL       | 2+0             | 0               | UECL               | 9                  | 1                  | -           | -           | -           | 38     | 1      |
| 2024-2025          | Aston Villa        | PL                 | 6          | 0          | FACup+CdL       | 0+1             | 0+0             | UCL                | 4                  | 0                  | -           | -           | -           | 11     | 0      |
| Totale Aston Villa | Totale Aston Villa | Totale Aston Villa | 36         | 0          |                 | 3               | 0               |                    | 13                 | 1                  |             | -           | -           | 52     | 1      |
| Totale carriera    | Totale carriera    | Totale carriera    | 288        | 12         |                 | 25              | 0               |                    | 37                 | 1                  |             | 1           | 0           | 351    | 13     |

### Cronologia presenze e reti in nazionale
| Cronologia completa delle presenze e delle reti in nazionale ― Brasile olimpica | Cronologia completa delle presenze e delle reti in nazionale ― Brasile olimpica | Cronologia completa delle presenze e delle reti in nazionale ― Brasile olimpica | Cronologia completa delle presenze e delle reti in nazionale ― Brasile olimpica | Cronologia completa delle presenze e delle reti in nazionale ― Brasile olimpica | Cronologia completa delle presenze e delle reti in nazionale ― Brasile olimpica | Cronologia completa delle presenze e delle reti in nazionale ― Brasile olimpica | Cronologia completa delle presenze e delle reti in nazionale ― Brasile olimpica |
| Data                                                                            | Città                                                                           | In casa                                                                         | Risultato                                                                       | Ospiti                                                                          | Competizione                                                                    | Reti                                                                            | Note                                                                            |
| ------------------------------------------------------------------------------- | ------------------------------------------------------------------------------- | ------------------------------------------------------------------------------- | ------------------------------------------------------------------------------- | ------------------------------------------------------------------------------- | ------------------------------------------------------------------------------- | ------------------------------------------------------------------------------- | ------------------------------------------------------------------------------- |
| 15-7-2021                                                                       | Novi Sad                                                                        | Brasile olimpica                                                                | 5 – 2                                                                           | Emirati Arabi Uniti olimpica                                                    | Amichevole                                                                      | 1                                                                               | 88’                                                                             |
| 22-7-2021                                                                       | Yokohama                                                                        | Brasile olimpica                                                                | 4 – 2                                                                           | Germania olimpica                                                               | Olimpiadi 2020 - 1º turno                                                       | -                                                                               |                                                                                 |
| 25-7-2021                                                                       | Yokohama                                                                        | Brasile olimpica                                                                | 0 – 0                                                                           | Costa d'Avorio olimpica                                                         | Olimpiadi 2020 - 1º turno                                                       | -                                                                               |                                                                                 |
| 28-7-2021                                                                       | Saitama                                                                         | Arabia Saudita olimpica                                                         | 1 – 3                                                                           | Brasile olimpica                                                                | Olimpiadi 2020 - 1º turno                                                       | -                                                                               |                                                                                 |
| 31-7-2021                                                                       | Saitama                                                                         | Brasile olimpica                                                                | 1 – 0                                                                           | Egitto olimpica                                                                 | Olimpiadi 2020 - Quarti di finale                                               | -                                                                               |                                                                                 |
| 3-8-2021                                                                        | Kashima                                                                         | Messico olimpica                                                                | 0 – 0 dts (1 – 4 dcr)                                                           | Brasile olimpica                                                                | Olimpiadi 2020 - Semifinale                                                     | -                                                                               | 37’                                                                             |
| 7-8-2021                                                                        | Yokohama                                                                        | Brasile olimpica                                                                | 2 – 1 dts                                                                       | Spagna olimpica                                                                 | Olimpiadi 2020 - Finale                                                         | -                                                                               |                                                                                 |
| Totale                                                                          |                                                                                 | Presenze                                                                        | 7                                                                               |                                                                                 | Reti                                                                            | 1                                                                               |                                                                                 |

## Palmarès

### Club

#### Competizioni internazionali
- UEFA Europa League: 1

Siviglia: 2019-2020

### Nazionale

#### Competizioni maggiori
- Oro olimpico: 1

Tokyo 2020